# Museumshafen Oevelgönne
Le Museumshafen Oevelgönne est un port-musée installé à Hambourg situé dans le quartier d'Othmarschen sur le bord de l'Elbe.
Museumshafen Oevelgönne e.V. est une association pour la préservation de navires historiques et traditionnels. C'est aussi le plus ancien port musée allemand, et de nombreux musées et chantiers navals traditionnels sur les côtes de la mer du Nord et de la mer Baltique sont basés sur le modèle fini. Tous les navires présentés sont actuellement en état de marche. L'association perpétue la tradition des anciens bateaux de travail qui étaient autrefois en service sur l'Elbe. Sans l'engagement de l'association, ces navires auraient probablement été mis au rebut depuis longtemps et ne seraient plus accessibles au public.

## Navires présentés
La collection se compose de voiliers, de bateaux à vapeur et de bateaux à moteur.
Bateaux à voiles :
- Tjalk : Hoop op Welvaart, Fortuna et Helene
- Ketch : Anna, Erna, Moewe, Amazone, Elfriede[1]
- Cotre : Rabe, Mytilus et Präsident Freiherr von Maltzahn
- Yacht frison : Johanna von Oevelgönne[2]

Bateaux à vapeur :
- Remorqueur : Claus D., Tiger et Woltman,
- Navire à passagers : Otto Lauffer,
- Brise-glace : Stettin

Bateaux à moteur
- Barge : Alrona, Suhr & Consorten II
- Bateau de pêche : Christa
- Ferry : Bergedorf
- Bateau-phare : Elbe 3
- Bateau de lamanage : Fiete, Smiet Los et Stek Ut
- Bateau de police : Ottenstreuer[3]
- Bateau des douanes : Präsident Schaefer
- Bateau médical : Hafendockter[4]

Un invité régulier dans le port musée était la goélette franche Undine, qui était le dernier voilier commercial en Allemagne à exploiter la ligne Hambourg-Sylt jusqu'en 2016.
La grue flottante Karl Friedrich Steen est l'une des grues du port musée. Une grue électrique Kampnagel (en) de 1898 se dresse sur un mur de quai, que l'association a reçu de HEW (de) en 1989 en cadeau pour le 800ème anniversaire du port.
Depuis novembre 2015, l'ancien phare Alter Leuchtturn Pagensand-Süd est érigé en monument technique sur un piédestal à l'entrée du port du musée.

## Galerie

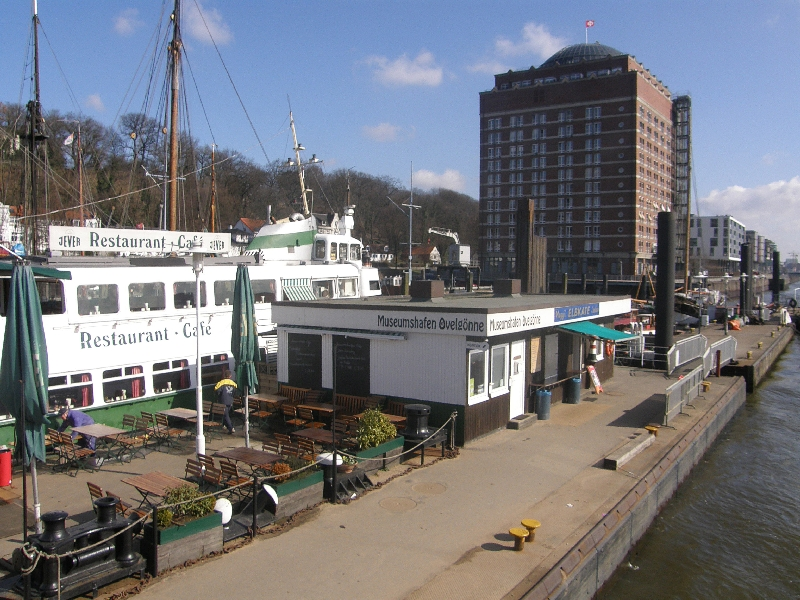
Museumshafen Övelgönne
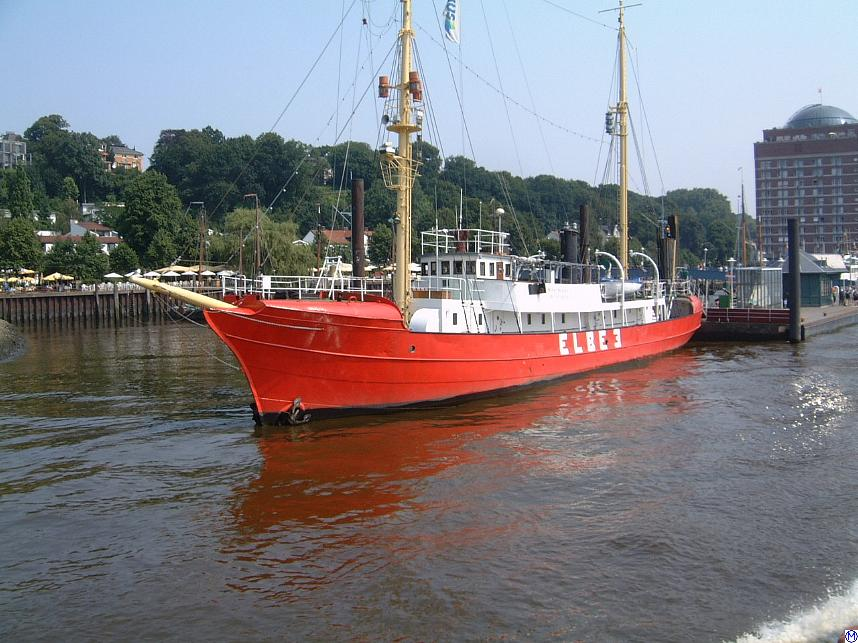
Bateau-phare Elbe 3
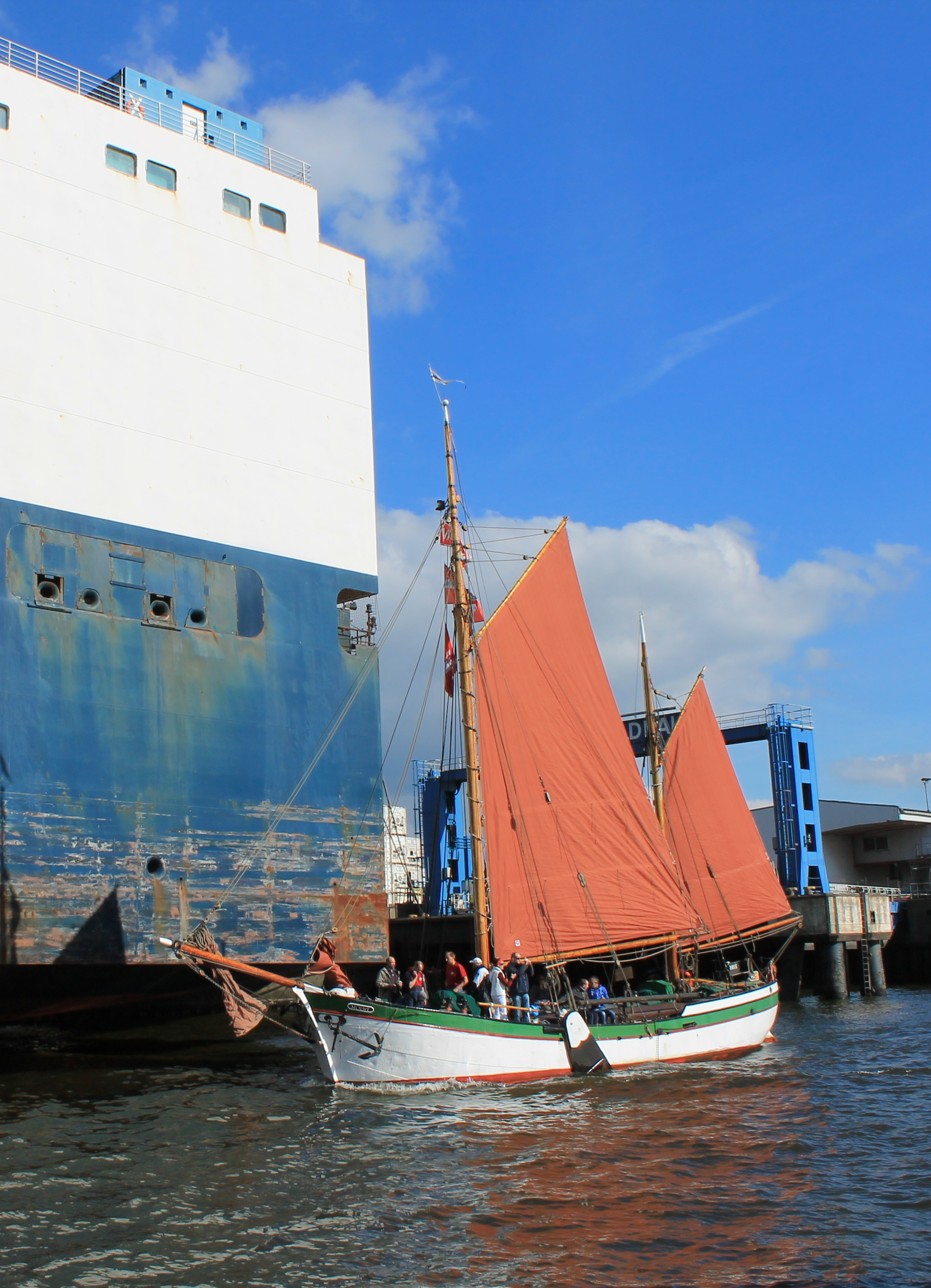
Ketch Moewe
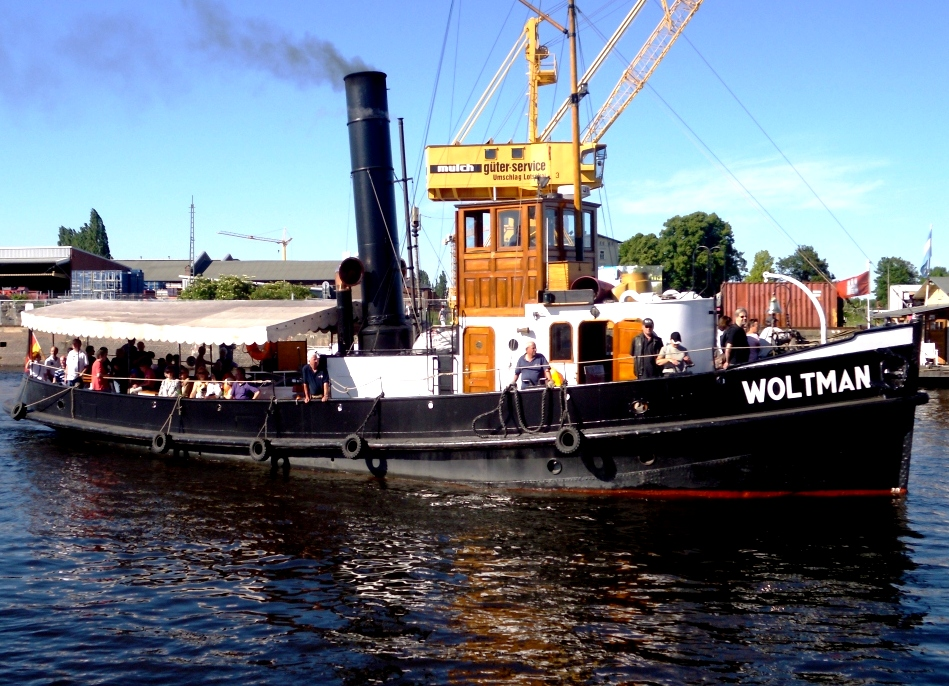
Remorqueur Woltmann